# Mesomelaena graciliceps
Mesomelaena graciliceps là loài thực vật có hoa trong họ Cói. Loài này được (C.B.Clarke) K.L.Wilson mô tả khoa học đầu tiên năm 1981.